# 苏珊·布里格登
苏珊·布里格登（英語：Susan Brigden，1951年6月26日—）是一位英国历史学家，专攻英格兰宗教改革和文艺复兴时期的英格兰，2014年当选英國國家學術院院士，主要作品有《新的世界，逝去的世界：1485-1603年都铎王朝的统治》（New Worlds, Lost Worlds: The Rule of the Tudors, 1485-1603，入选企鹅英国史）等。